# 魏武煉
魏武煉（1942年11月23日—2021年10月24日），中華民國職業外交官，精通英文與德文。擁有20多年駐外經歷。
2008年初自駐洛杉磯辦事處處長任內退休。可是該年5月20日新政府上任後，台灣原先駐德國代表尤清請辭，魏武煉遂臨危受命回任駐德代表。2013年3月29日，中華民國政府表示，魏武煉屆齡退休，並准予魏武煉退職，將盡快發布接任人選。。
魏武煉已婚，已故第一任配偶為彰化望族之女魏李鏘治，並育有兩名兒子魏士欽、魏士傑。
於2021年10月病逝於台北振興醫院。

## 外部連結
- 駐德國臺北代表處

| 外交職務       | 外交職務                                   | 外交職務      |
| -------------- | ------------------------------------------ | ------------- |
| 中華民國外交部 |                                            |               |
| 前任： 尤清    | 駐德代表 第六任 2008年10月1日—2012年9月1日 | 改制為大使    |
| 首任           | 駐德代表 第7任 2012年9月1日—2013年3月29日  | 繼任： 陳華玉 |